# Günther Anton Moosbrugger
Günther Anton Moosbrugger (* 5. Februar 1899 in Hard; † 5. August 1979 in Dornbirn) war ein österreichischer Politiker (ÖVP). Moosbrugger war von 1945 bis 1965 Bürgermeister der Stadt Dornbirn im österreichischen Bundesland Vorarlberg. Mit einer Amtszeit von 20 Jahren ist er der am zweitlängsten amtierende Bürgermeister in der Geschichte Dornbirns.

## Leben und Wirken
Günther Anton Moosbrugger wurde am 5. Februar 1899 in der Vorarlberger Bodensee-Gemeinde Hard als Sohn des Poststellenleiters Josef Anton Moosbrugger geboren. Sein Vater verstarb bereits wenige Jahre nach seiner Geburt, was die Familie Moosbrugger in eine schwere finanzielle Notlage brachte, da sich alle sechs Kinder zu diesem Zeitpunkt noch in der Ausbildung befanden. Günther Anton Moosbrugger finanzierte sein Studium der Rechtswissenschaften an der Universität Innsbruck unter anderem mittels eines Stipendiums. Seit 1918 war er Mitglied der katholischen Studentenverbindung AV Austria Innsbruck. 1923 promovierte er zum Doktor der Rechtswissenschaften, woraufhin er 1932 eine eigene Rechtsanwaltskanzlei in Dornbirn eröffnete.
Nach der Befreiung Österreichs durch die Alliierten nach dem Zweiten Weltkrieg schlugen die Dornbirner Parteien den französischen Besatzungsbehörden den Kriegsheimkehrer Günther Anton Moosbrugger als neuen Bürgermeister für die Stadt Dornbirn vor. Nachdem die Besatzungsbehörden ihn am 18. Mai 1945 zum Bürgermeister ernannt hatten, begann für Moosbrugger eine 20 Jahre dauernde Amtszeit als Bürgermeister von Dornbirn, während der er mehrmals in Gemeindevertretungs- und Bürgermeisterwahlen im Amt bestätigt wurde. Von 1948 bis 1952 sowie von 1956 bis 1960 und 1964 bis 1966 war er zudem Präsident des Vorarlberger Gemeindeverbandes.
Noch während seiner Amtszeit als Bürgermeister erhielt er im Jahr 1961 das Goldene Ehrenzeichen für Verdienste um die Republik Österreich. 1965 löste Karl Bohle Moosbrugger als Spitzenkandidat der ÖVP bei den im selben Jahr stattfindenden Gemeindevertretungs- und Bürgermeisterwahlen ab. Günther Anton Moosbrugger schied damit 1965 aus dem Bürgermeisteramt aus. Im Jahr 1975 wurde er schließlich zum Ehrenbürger der Stadt Dornbirn ernannt. Am 5. August 1979 starb Günther Anton Moosbrugger im Alter von 80 Jahren in seiner Heimatstadt Dornbirn.